# Équipe d'Australie de rugby à XV au tri-nations 2005
 (septembre 2023).
Si vous disposez d'ouvrages ou d'articles de référence ou si vous connaissez des sites web de qualité traitant du thème abordé ici, merci de compléter l'article en donnant les références utiles à sa vérifiabilité et en les liant à la section « Notes et références ».
L'Équipe d'Australie de rugby à XV au tri-nations 2005 est composée de 33 joueurs. Elle termine troisième de la compétition avec 3 points et quatre défaites en autant de matchs.

## Effectif

### Première ligne
- Bill Young
- Jeremy Paul
- Brendan Cannon
- Matt Dunning
- Stephen Moore
- Al Baxter
- Mark Chisholm
- Adam Freier

### Deuxième ligne
- Daniel Vickerman
- Nathan Sharpe

### Troisième ligne
- Phil Waugh
- John Roe
- George Smith
- David Lyons
- Rocky Elsom
- Alex Kanaar

### Demi de mêlée
- George Gregan (capitaine)
- Chris Whitaker

### Demi d’ouverture
- Stephen Larkham
- Elton Flatley
- Mat Rogers
- Adam Ashley-Cooper
- Lachlan MacKay

### Trois quart centre
- Matt Giteau
- Morgan Turinui
- Stirling Mortlock
- Clyde Rathbone
- Lloyd Johansson

### Trois quart aile
- Lote Tuqiri
- Wendell Sailor
- Mark Gerrard

### Arrière
- Chris Latham
- Drew Mitchell